# Wolfgang Fürstner
Wolfgang Fürstner  (4 de abril de 1896 – 19 de agosto de 1936)  fue un capitán alemán de la Wehrmacht, en un principio nombrado comandante de la Villa Olímpica, y posteriormente degradado a subcomandante, durante los Juegos Olímpicos de Berlín de 1936.

## Familia
Wolfgang Fürstner estaba casado con Leonie von Schlick, hija de Marie Gräfin von Reventlow y de Albert Heinrich Hans Karl von Schlick (1874–1957), el último comandante del navío de guerra de la Primera Guerra Mundial SMS Derfflinger.

## Carrera y Olimpiadas
Wolfgang Fürstner recibió la titánica misión de crear y organizar la Villa Olímpica de las Olimpiadas de Berlín de 1936. La Villa debía contar con todas las comodidades y ambiente adecuado para la recepción, confort y alojamiento de los deportistas extranjeros.

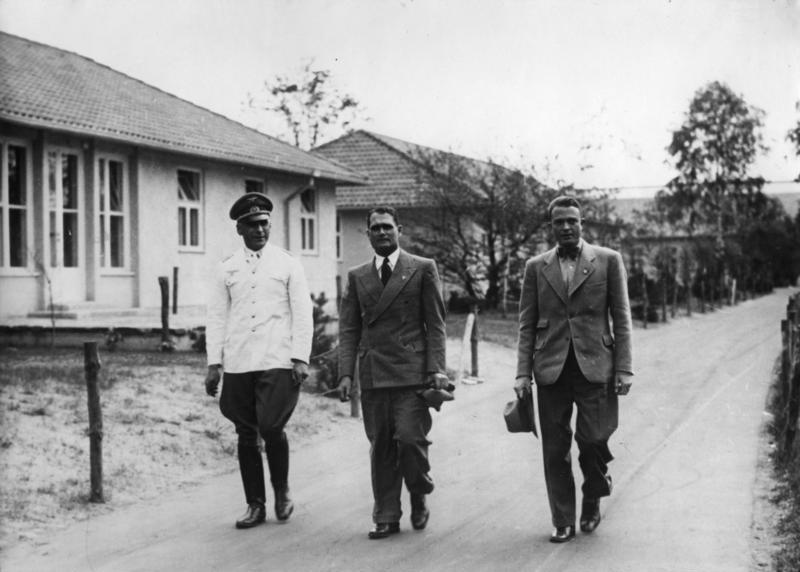
Fürstner (izquierda), Rudolf Hess (centro) y su ayudante Alfred Leigten en la Villa Olímpica,

Después de que se le asignara la construcción y organización de la villa olímpica, las instalaciones construidas superaron con creces las expectativas de sus usuarios siendo muy elogiadas.
Sin embargo, a pesar de recibir reconocimientos a su labor, Wolfgang Fürstner supo que debido a sus raíces judías iba a ser expulsado de la Werhmacht apenas terminaran las olimpiadas. Para ello, el alto mando realizó cambios que provocarían el menoscabo del capitán Wolfgang Fürstner.
Fürstner fue reemplazado en su cargo de comandante por el teniente coronel Werner Freiherr von und zu Gilsa en junio de 1936. Fürstner fue degradado a subcomandante local. Oficialmente, la degradación del cargo de Fürstner fue bajo la excusa de que  "Fürstner no actuó con la suficiente contundencia", puesto que 370.000 visitantes habían entrado desde la apertura, el 1 de mayo hasta el quince de junio, causando supuestamente serios daños.  
Esta explicación fue solo un pretexto para degradar a Fürstner, debido a sus antecedentes raciales, ya que Fürstner, junto con la saltadora de vallas Helene Mayer y la estrella del hockey Rudi Ball, era una de las pocas personas con antecesores judíos relacionadas con los Juegos Olímpicos de 1936. A Werner von Gilsa, quien no era judío, le fue asignado el rango de Fürstner y ascendido a General der Infanterie . Gilsa sería el último comandante de la Wehrmacht de Dresde y se suicidaría el ocho de mayo de 1945.

## Muerte y encubrimiento
Fürstner al saber su futuro, se alejó rumbo a un lago en el recinto y se suicidó con una pistola el 19 de agosto de 1936, tres días después del final de los Juegos Olímpicos. Anteriormente, se le concedió la medalla olímpica de primera clase, y asistió a un banquete en honor a su sucesor, Gilsa.  Pero Fürstner, un oficial de carrera, se había enterado de que, según las Leyes de Núremberg, estaba clasificado como medio judío e iba, por lo tanto, a ser expulsado de la Wehrmacht. El suicidio de Fürstner fue un inconveniente para Joseph Goebbels que le venia muy mal a la propaganda nazi la cual hasta entonces había logrado su objetivo de mostrar la supuesta grandeza de la Alemania nazi. 
Para encubrir el suicidio de Fürstner y proteger la reputación internacional de Alemania, los nazis afirmaron que su muerte fue debida a un accidente de coche.[cita requerida] Fürstner fue enterrado en el cementerio Invalidenfriedhof, en la sección F, junto a los fallecidos en las guerras de Alemania. 
En cualquier caso, hay pruebas que muestran que este intento de encubrimiento no tuvo éxito. En Australia se dieron informes que afirmaban que a Fürstner se le había encontrado con un revólver junto a él.
La tumba fue incluida en la guía oficial del Invalenfriedhof de Berlín (Ein Ehrenhain preußisch-deutscher Geschichte), la cual fue publicada en múltiples ediciones entre 1936 y 1940.

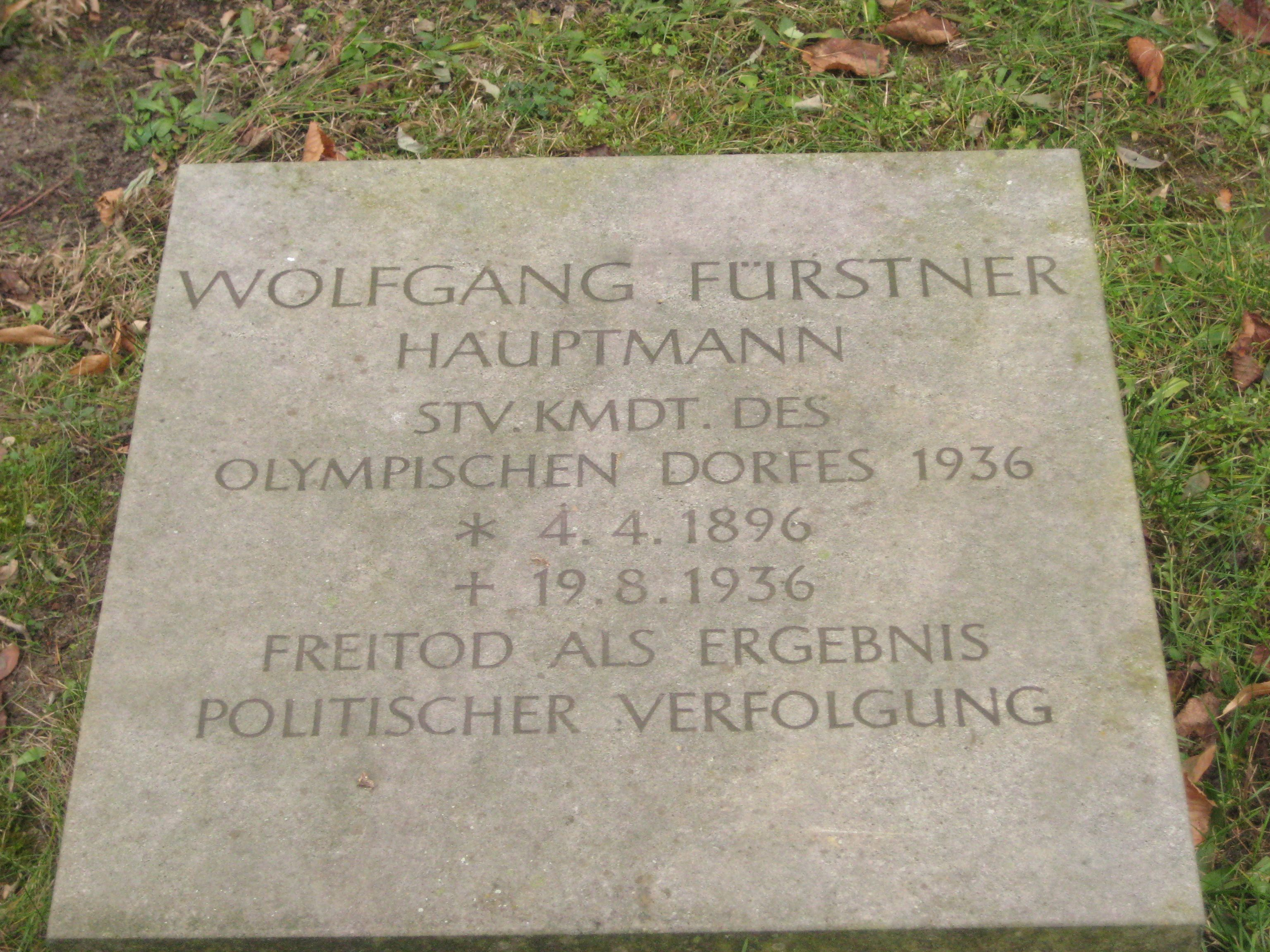
Lápida de la tumba de Wolfgang Fürstner. "Suicido debido a persecución política"

### Restauración de la tumba
El comité olímpico alemán donó una nueva lápida para la tumba de Fürstner, la cual fue dedicada en junio de 2002 por el presidente del comité, Walther Tröger.  La lápida menciona a Fürstner como "Comandante Adjunto de la villa olímpica en 1936 (stellvertretender Kommandant des Olympischen Dorfes 1936 ).